# (39426) 3278 T-2
3278 T-2 (asteroide 39426) é um asteroide da cintura principal. Possui uma excentricidade de 0.21283910 e uma inclinação de 3.03898º.
Este asteroide foi descoberto no dia 30 de setembro de 1973 por Cornelis Johannes van Houten e Ingrid van Houten-Groeneveld e Tom Gehrels em Palomar.